# Микулешти (Горж)
Микулешти (рум. Miculești) насеље је у Румунији у округу Горж у општини Сливилешти. Oпштина се налази на надморској висини од 262 m.

## Становништво
Према подацима из 2002. године у насељу је живело 598 становника, од којих су сви румунске националности.